# Vladimir Alekseevič Alatorcev
Vladimir Alekseevič Alatorcev (in russo Владимир Алексеевич Алаторцев?; Turki, 18 maggio 1909 – Mosca, 13 gennaio 1987) è stato uno scacchista sovietico, Grande maestro "Honoris Causa". È noto come Vladimir Alatortsev nei paesi occidentali.

## Biografia

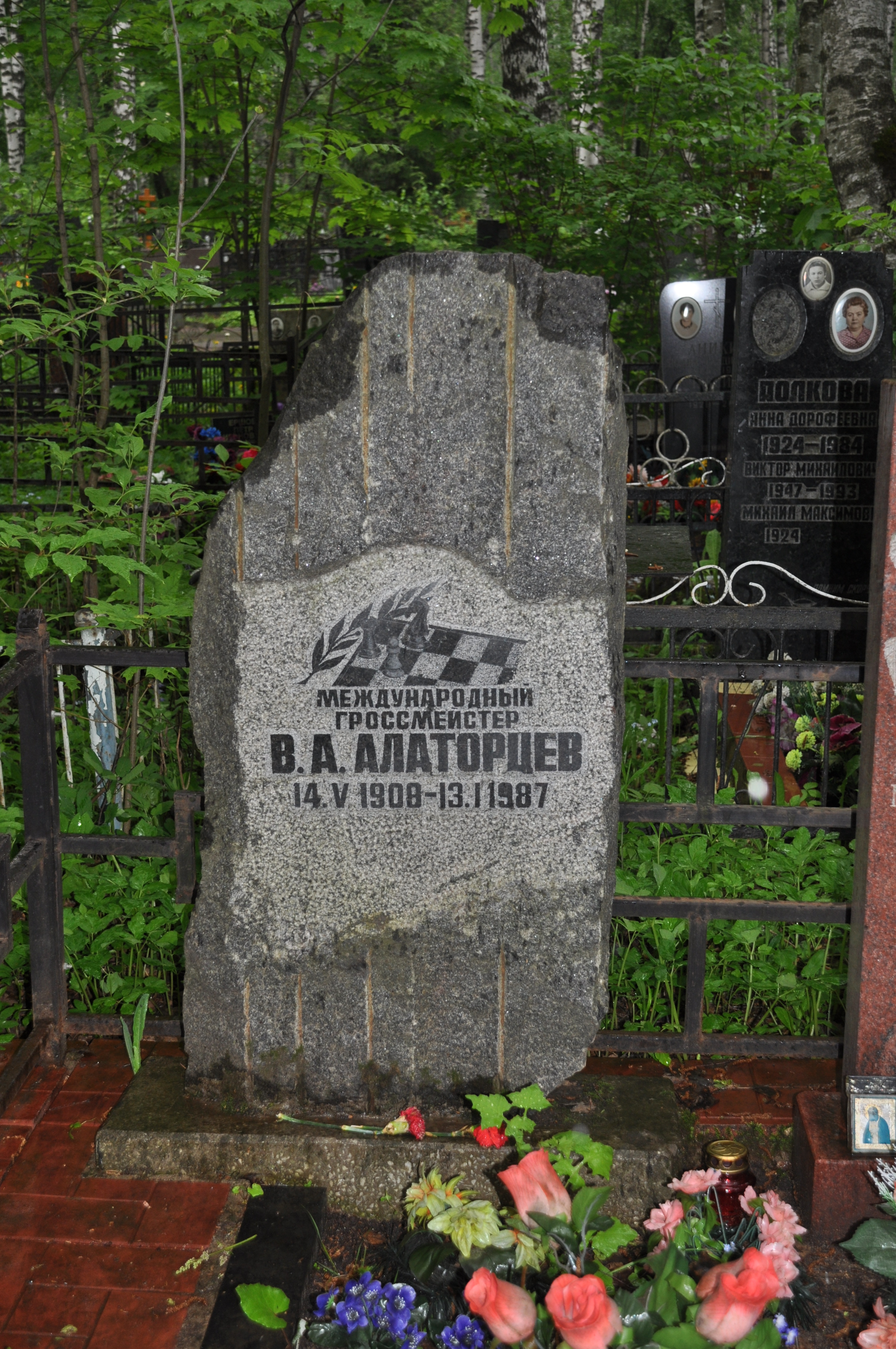
La tomba di Alatorcev

Nacque a Turki, villaggio circa 200 km a ovest di Saratov. Verso la fine degli anni Venti si trasferì a Leningrado, dove divenne amico, ma anche rivale sul piano sportivo, di Michail Botvinnik.
Nel 1931 fu 3º-6º nel Campionato sovietico di Mosca (vinto da Botvinnik). L'anno successivo fu 2º dietro a Botvinnik nel campionato di Leningrado.
Nel 1933 ottenne il miglior risultato della sua carriera, col 2º posto (ancora dietro a Botvinnik) nel campionato sovietico 
di Leningrado.
Altri risultati:
- 1933: =1º con Viktor Goglidze a Tbilisi
- 1934: =1º con Georgij Lisicyn nel campionato di Leningrado 1933/34
- 1935: pareggia un match (+4 -4 =4) con Andor Lilienthal
- 1936: =1º nel campionato di Mosca (ripetuto nel 1937)
- 1938: =1º con Leonid Shamayev al torneo di Leningrado, davanti a Lilienthal e Vjačeslav Ragozin
- 1945: vince Hors Concours il campionato open della Lettonia a Riga

|   | a | b | c | d | e | f | g | h |   |
| 8 | a8 torre del nero · b8 cavallo del nero · c8 alfiere del nero · d8 donna del nero · e8 re del nero · g8 cavallo del nero · h8 torre del nero · a7 pedone del nero · b7 pedone del nero · c7 pedone del nero · e7 alfiere del nero · f7 pedone del nero · g7 pedone del nero · h7 pedone del nero · e6 pedone del nero · d5 pedone del nero · c4 pedone del bianco · d4 pedone del bianco · c3 cavallo del bianco · a2 pedone del bianco · b2 pedone del bianco · e2 pedone del bianco · f2 pedone del bianco · g2 pedone del bianco · h2 pedone del bianco · a1 torre del bianco · c1 alfiere del bianco · d1 donna del bianco · e1 re del bianco · f1 alfiere del bianco · g1 cavallo del bianco · h1 torre del bianco | a8 torre del nero · b8 cavallo del nero · c8 alfiere del nero · d8 donna del nero · e8 re del nero · g8 cavallo del nero · h8 torre del nero · a7 pedone del nero · b7 pedone del nero · c7 pedone del nero · e7 alfiere del nero · f7 pedone del nero · g7 pedone del nero · h7 pedone del nero · e6 pedone del nero · d5 pedone del nero · c4 pedone del bianco · d4 pedone del bianco · c3 cavallo del bianco · a2 pedone del bianco · b2 pedone del bianco · e2 pedone del bianco · f2 pedone del bianco · g2 pedone del bianco · h2 pedone del bianco · a1 torre del bianco · c1 alfiere del bianco · d1 donna del bianco · e1 re del bianco · f1 alfiere del bianco · g1 cavallo del bianco · h1 torre del bianco | a8 torre del nero · b8 cavallo del nero · c8 alfiere del nero · d8 donna del nero · e8 re del nero · g8 cavallo del nero · h8 torre del nero · a7 pedone del nero · b7 pedone del nero · c7 pedone del nero · e7 alfiere del nero · f7 pedone del nero · g7 pedone del nero · h7 pedone del nero · e6 pedone del nero · d5 pedone del nero · c4 pedone del bianco · d4 pedone del bianco · c3 cavallo del bianco · a2 pedone del bianco · b2 pedone del bianco · e2 pedone del bianco · f2 pedone del bianco · g2 pedone del bianco · h2 pedone del bianco · a1 torre del bianco · c1 alfiere del bianco · d1 donna del bianco · e1 re del bianco · f1 alfiere del bianco · g1 cavallo del bianco · h1 torre del bianco | a8 torre del nero · b8 cavallo del nero · c8 alfiere del nero · d8 donna del nero · e8 re del nero · g8 cavallo del nero · h8 torre del nero · a7 pedone del nero · b7 pedone del nero · c7 pedone del nero · e7 alfiere del nero · f7 pedone del nero · g7 pedone del nero · h7 pedone del nero · e6 pedone del nero · d5 pedone del nero · c4 pedone del bianco · d4 pedone del bianco · c3 cavallo del bianco · a2 pedone del bianco · b2 pedone del bianco · e2 pedone del bianco · f2 pedone del bianco · g2 pedone del bianco · h2 pedone del bianco · a1 torre del bianco · c1 alfiere del bianco · d1 donna del bianco · e1 re del bianco · f1 alfiere del bianco · g1 cavallo del bianco · h1 torre del bianco | a8 torre del nero · b8 cavallo del nero · c8 alfiere del nero · d8 donna del nero · e8 re del nero · g8 cavallo del nero · h8 torre del nero · a7 pedone del nero · b7 pedone del nero · c7 pedone del nero · e7 alfiere del nero · f7 pedone del nero · g7 pedone del nero · h7 pedone del nero · e6 pedone del nero · d5 pedone del nero · c4 pedone del bianco · d4 pedone del bianco · c3 cavallo del bianco · a2 pedone del bianco · b2 pedone del bianco · e2 pedone del bianco · f2 pedone del bianco · g2 pedone del bianco · h2 pedone del bianco · a1 torre del bianco · c1 alfiere del bianco · d1 donna del bianco · e1 re del bianco · f1 alfiere del bianco · g1 cavallo del bianco · h1 torre del bianco | a8 torre del nero · b8 cavallo del nero · c8 alfiere del nero · d8 donna del nero · e8 re del nero · g8 cavallo del nero · h8 torre del nero · a7 pedone del nero · b7 pedone del nero · c7 pedone del nero · e7 alfiere del nero · f7 pedone del nero · g7 pedone del nero · h7 pedone del nero · e6 pedone del nero · d5 pedone del nero · c4 pedone del bianco · d4 pedone del bianco · c3 cavallo del bianco · a2 pedone del bianco · b2 pedone del bianco · e2 pedone del bianco · f2 pedone del bianco · g2 pedone del bianco · h2 pedone del bianco · a1 torre del bianco · c1 alfiere del bianco · d1 donna del bianco · e1 re del bianco · f1 alfiere del bianco · g1 cavallo del bianco · h1 torre del bianco | a8 torre del nero · b8 cavallo del nero · c8 alfiere del nero · d8 donna del nero · e8 re del nero · g8 cavallo del nero · h8 torre del nero · a7 pedone del nero · b7 pedone del nero · c7 pedone del nero · e7 alfiere del nero · f7 pedone del nero · g7 pedone del nero · h7 pedone del nero · e6 pedone del nero · d5 pedone del nero · c4 pedone del bianco · d4 pedone del bianco · c3 cavallo del bianco · a2 pedone del bianco · b2 pedone del bianco · e2 pedone del bianco · f2 pedone del bianco · g2 pedone del bianco · h2 pedone del bianco · a1 torre del bianco · c1 alfiere del bianco · d1 donna del bianco · e1 re del bianco · f1 alfiere del bianco · g1 cavallo del bianco · h1 torre del bianco | a8 torre del nero · b8 cavallo del nero · c8 alfiere del nero · d8 donna del nero · e8 re del nero · g8 cavallo del nero · h8 torre del nero · a7 pedone del nero · b7 pedone del nero · c7 pedone del nero · e7 alfiere del nero · f7 pedone del nero · g7 pedone del nero · h7 pedone del nero · e6 pedone del nero · d5 pedone del nero · c4 pedone del bianco · d4 pedone del bianco · c3 cavallo del bianco · a2 pedone del bianco · b2 pedone del bianco · e2 pedone del bianco · f2 pedone del bianco · g2 pedone del bianco · h2 pedone del bianco · a1 torre del bianco · c1 alfiere del bianco · d1 donna del bianco · e1 re del bianco · f1 alfiere del bianco · g1 cavallo del bianco · h1 torre del bianco | 8 |
| 7 | a8 torre del nero · b8 cavallo del nero · c8 alfiere del nero · d8 donna del nero · e8 re del nero · g8 cavallo del nero · h8 torre del nero · a7 pedone del nero · b7 pedone del nero · c7 pedone del nero · e7 alfiere del nero · f7 pedone del nero · g7 pedone del nero · h7 pedone del nero · e6 pedone del nero · d5 pedone del nero · c4 pedone del bianco · d4 pedone del bianco · c3 cavallo del bianco · a2 pedone del bianco · b2 pedone del bianco · e2 pedone del bianco · f2 pedone del bianco · g2 pedone del bianco · h2 pedone del bianco · a1 torre del bianco · c1 alfiere del bianco · d1 donna del bianco · e1 re del bianco · f1 alfiere del bianco · g1 cavallo del bianco · h1 torre del bianco | a8 torre del nero · b8 cavallo del nero · c8 alfiere del nero · d8 donna del nero · e8 re del nero · g8 cavallo del nero · h8 torre del nero · a7 pedone del nero · b7 pedone del nero · c7 pedone del nero · e7 alfiere del nero · f7 pedone del nero · g7 pedone del nero · h7 pedone del nero · e6 pedone del nero · d5 pedone del nero · c4 pedone del bianco · d4 pedone del bianco · c3 cavallo del bianco · a2 pedone del bianco · b2 pedone del bianco · e2 pedone del bianco · f2 pedone del bianco · g2 pedone del bianco · h2 pedone del bianco · a1 torre del bianco · c1 alfiere del bianco · d1 donna del bianco · e1 re del bianco · f1 alfiere del bianco · g1 cavallo del bianco · h1 torre del bianco | a8 torre del nero · b8 cavallo del nero · c8 alfiere del nero · d8 donna del nero · e8 re del nero · g8 cavallo del nero · h8 torre del nero · a7 pedone del nero · b7 pedone del nero · c7 pedone del nero · e7 alfiere del nero · f7 pedone del nero · g7 pedone del nero · h7 pedone del nero · e6 pedone del nero · d5 pedone del nero · c4 pedone del bianco · d4 pedone del bianco · c3 cavallo del bianco · a2 pedone del bianco · b2 pedone del bianco · e2 pedone del bianco · f2 pedone del bianco · g2 pedone del bianco · h2 pedone del bianco · a1 torre del bianco · c1 alfiere del bianco · d1 donna del bianco · e1 re del bianco · f1 alfiere del bianco · g1 cavallo del bianco · h1 torre del bianco | a8 torre del nero · b8 cavallo del nero · c8 alfiere del nero · d8 donna del nero · e8 re del nero · g8 cavallo del nero · h8 torre del nero · a7 pedone del nero · b7 pedone del nero · c7 pedone del nero · e7 alfiere del nero · f7 pedone del nero · g7 pedone del nero · h7 pedone del nero · e6 pedone del nero · d5 pedone del nero · c4 pedone del bianco · d4 pedone del bianco · c3 cavallo del bianco · a2 pedone del bianco · b2 pedone del bianco · e2 pedone del bianco · f2 pedone del bianco · g2 pedone del bianco · h2 pedone del bianco · a1 torre del bianco · c1 alfiere del bianco · d1 donna del bianco · e1 re del bianco · f1 alfiere del bianco · g1 cavallo del bianco · h1 torre del bianco | a8 torre del nero · b8 cavallo del nero · c8 alfiere del nero · d8 donna del nero · e8 re del nero · g8 cavallo del nero · h8 torre del nero · a7 pedone del nero · b7 pedone del nero · c7 pedone del nero · e7 alfiere del nero · f7 pedone del nero · g7 pedone del nero · h7 pedone del nero · e6 pedone del nero · d5 pedone del nero · c4 pedone del bianco · d4 pedone del bianco · c3 cavallo del bianco · a2 pedone del bianco · b2 pedone del bianco · e2 pedone del bianco · f2 pedone del bianco · g2 pedone del bianco · h2 pedone del bianco · a1 torre del bianco · c1 alfiere del bianco · d1 donna del bianco · e1 re del bianco · f1 alfiere del bianco · g1 cavallo del bianco · h1 torre del bianco | a8 torre del nero · b8 cavallo del nero · c8 alfiere del nero · d8 donna del nero · e8 re del nero · g8 cavallo del nero · h8 torre del nero · a7 pedone del nero · b7 pedone del nero · c7 pedone del nero · e7 alfiere del nero · f7 pedone del nero · g7 pedone del nero · h7 pedone del nero · e6 pedone del nero · d5 pedone del nero · c4 pedone del bianco · d4 pedone del bianco · c3 cavallo del bianco · a2 pedone del bianco · b2 pedone del bianco · e2 pedone del bianco · f2 pedone del bianco · g2 pedone del bianco · h2 pedone del bianco · a1 torre del bianco · c1 alfiere del bianco · d1 donna del bianco · e1 re del bianco · f1 alfiere del bianco · g1 cavallo del bianco · h1 torre del bianco | a8 torre del nero · b8 cavallo del nero · c8 alfiere del nero · d8 donna del nero · e8 re del nero · g8 cavallo del nero · h8 torre del nero · a7 pedone del nero · b7 pedone del nero · c7 pedone del nero · e7 alfiere del nero · f7 pedone del nero · g7 pedone del nero · h7 pedone del nero · e6 pedone del nero · d5 pedone del nero · c4 pedone del bianco · d4 pedone del bianco · c3 cavallo del bianco · a2 pedone del bianco · b2 pedone del bianco · e2 pedone del bianco · f2 pedone del bianco · g2 pedone del bianco · h2 pedone del bianco · a1 torre del bianco · c1 alfiere del bianco · d1 donna del bianco · e1 re del bianco · f1 alfiere del bianco · g1 cavallo del bianco · h1 torre del bianco | a8 torre del nero · b8 cavallo del nero · c8 alfiere del nero · d8 donna del nero · e8 re del nero · g8 cavallo del nero · h8 torre del nero · a7 pedone del nero · b7 pedone del nero · c7 pedone del nero · e7 alfiere del nero · f7 pedone del nero · g7 pedone del nero · h7 pedone del nero · e6 pedone del nero · d5 pedone del nero · c4 pedone del bianco · d4 pedone del bianco · c3 cavallo del bianco · a2 pedone del bianco · b2 pedone del bianco · e2 pedone del bianco · f2 pedone del bianco · g2 pedone del bianco · h2 pedone del bianco · a1 torre del bianco · c1 alfiere del bianco · d1 donna del bianco · e1 re del bianco · f1 alfiere del bianco · g1 cavallo del bianco · h1 torre del bianco | 7 |
| 6 | a8 torre del nero · b8 cavallo del nero · c8 alfiere del nero · d8 donna del nero · e8 re del nero · g8 cavallo del nero · h8 torre del nero · a7 pedone del nero · b7 pedone del nero · c7 pedone del nero · e7 alfiere del nero · f7 pedone del nero · g7 pedone del nero · h7 pedone del nero · e6 pedone del nero · d5 pedone del nero · c4 pedone del bianco · d4 pedone del bianco · c3 cavallo del bianco · a2 pedone del bianco · b2 pedone del bianco · e2 pedone del bianco · f2 pedone del bianco · g2 pedone del bianco · h2 pedone del bianco · a1 torre del bianco · c1 alfiere del bianco · d1 donna del bianco · e1 re del bianco · f1 alfiere del bianco · g1 cavallo del bianco · h1 torre del bianco | a8 torre del nero · b8 cavallo del nero · c8 alfiere del nero · d8 donna del nero · e8 re del nero · g8 cavallo del nero · h8 torre del nero · a7 pedone del nero · b7 pedone del nero · c7 pedone del nero · e7 alfiere del nero · f7 pedone del nero · g7 pedone del nero · h7 pedone del nero · e6 pedone del nero · d5 pedone del nero · c4 pedone del bianco · d4 pedone del bianco · c3 cavallo del bianco · a2 pedone del bianco · b2 pedone del bianco · e2 pedone del bianco · f2 pedone del bianco · g2 pedone del bianco · h2 pedone del bianco · a1 torre del bianco · c1 alfiere del bianco · d1 donna del bianco · e1 re del bianco · f1 alfiere del bianco · g1 cavallo del bianco · h1 torre del bianco | a8 torre del nero · b8 cavallo del nero · c8 alfiere del nero · d8 donna del nero · e8 re del nero · g8 cavallo del nero · h8 torre del nero · a7 pedone del nero · b7 pedone del nero · c7 pedone del nero · e7 alfiere del nero · f7 pedone del nero · g7 pedone del nero · h7 pedone del nero · e6 pedone del nero · d5 pedone del nero · c4 pedone del bianco · d4 pedone del bianco · c3 cavallo del bianco · a2 pedone del bianco · b2 pedone del bianco · e2 pedone del bianco · f2 pedone del bianco · g2 pedone del bianco · h2 pedone del bianco · a1 torre del bianco · c1 alfiere del bianco · d1 donna del bianco · e1 re del bianco · f1 alfiere del bianco · g1 cavallo del bianco · h1 torre del bianco | a8 torre del nero · b8 cavallo del nero · c8 alfiere del nero · d8 donna del nero · e8 re del nero · g8 cavallo del nero · h8 torre del nero · a7 pedone del nero · b7 pedone del nero · c7 pedone del nero · e7 alfiere del nero · f7 pedone del nero · g7 pedone del nero · h7 pedone del nero · e6 pedone del nero · d5 pedone del nero · c4 pedone del bianco · d4 pedone del bianco · c3 cavallo del bianco · a2 pedone del bianco · b2 pedone del bianco · e2 pedone del bianco · f2 pedone del bianco · g2 pedone del bianco · h2 pedone del bianco · a1 torre del bianco · c1 alfiere del bianco · d1 donna del bianco · e1 re del bianco · f1 alfiere del bianco · g1 cavallo del bianco · h1 torre del bianco | a8 torre del nero · b8 cavallo del nero · c8 alfiere del nero · d8 donna del nero · e8 re del nero · g8 cavallo del nero · h8 torre del nero · a7 pedone del nero · b7 pedone del nero · c7 pedone del nero · e7 alfiere del nero · f7 pedone del nero · g7 pedone del nero · h7 pedone del nero · e6 pedone del nero · d5 pedone del nero · c4 pedone del bianco · d4 pedone del bianco · c3 cavallo del bianco · a2 pedone del bianco · b2 pedone del bianco · e2 pedone del bianco · f2 pedone del bianco · g2 pedone del bianco · h2 pedone del bianco · a1 torre del bianco · c1 alfiere del bianco · d1 donna del bianco · e1 re del bianco · f1 alfiere del bianco · g1 cavallo del bianco · h1 torre del bianco | a8 torre del nero · b8 cavallo del nero · c8 alfiere del nero · d8 donna del nero · e8 re del nero · g8 cavallo del nero · h8 torre del nero · a7 pedone del nero · b7 pedone del nero · c7 pedone del nero · e7 alfiere del nero · f7 pedone del nero · g7 pedone del nero · h7 pedone del nero · e6 pedone del nero · d5 pedone del nero · c4 pedone del bianco · d4 pedone del bianco · c3 cavallo del bianco · a2 pedone del bianco · b2 pedone del bianco · e2 pedone del bianco · f2 pedone del bianco · g2 pedone del bianco · h2 pedone del bianco · a1 torre del bianco · c1 alfiere del bianco · d1 donna del bianco · e1 re del bianco · f1 alfiere del bianco · g1 cavallo del bianco · h1 torre del bianco | a8 torre del nero · b8 cavallo del nero · c8 alfiere del nero · d8 donna del nero · e8 re del nero · g8 cavallo del nero · h8 torre del nero · a7 pedone del nero · b7 pedone del nero · c7 pedone del nero · e7 alfiere del nero · f7 pedone del nero · g7 pedone del nero · h7 pedone del nero · e6 pedone del nero · d5 pedone del nero · c4 pedone del bianco · d4 pedone del bianco · c3 cavallo del bianco · a2 pedone del bianco · b2 pedone del bianco · e2 pedone del bianco · f2 pedone del bianco · g2 pedone del bianco · h2 pedone del bianco · a1 torre del bianco · c1 alfiere del bianco · d1 donna del bianco · e1 re del bianco · f1 alfiere del bianco · g1 cavallo del bianco · h1 torre del bianco | a8 torre del nero · b8 cavallo del nero · c8 alfiere del nero · d8 donna del nero · e8 re del nero · g8 cavallo del nero · h8 torre del nero · a7 pedone del nero · b7 pedone del nero · c7 pedone del nero · e7 alfiere del nero · f7 pedone del nero · g7 pedone del nero · h7 pedone del nero · e6 pedone del nero · d5 pedone del nero · c4 pedone del bianco · d4 pedone del bianco · c3 cavallo del bianco · a2 pedone del bianco · b2 pedone del bianco · e2 pedone del bianco · f2 pedone del bianco · g2 pedone del bianco · h2 pedone del bianco · a1 torre del bianco · c1 alfiere del bianco · d1 donna del bianco · e1 re del bianco · f1 alfiere del bianco · g1 cavallo del bianco · h1 torre del bianco | 6 |
| 5 | a8 torre del nero · b8 cavallo del nero · c8 alfiere del nero · d8 donna del nero · e8 re del nero · g8 cavallo del nero · h8 torre del nero · a7 pedone del nero · b7 pedone del nero · c7 pedone del nero · e7 alfiere del nero · f7 pedone del nero · g7 pedone del nero · h7 pedone del nero · e6 pedone del nero · d5 pedone del nero · c4 pedone del bianco · d4 pedone del bianco · c3 cavallo del bianco · a2 pedone del bianco · b2 pedone del bianco · e2 pedone del bianco · f2 pedone del bianco · g2 pedone del bianco · h2 pedone del bianco · a1 torre del bianco · c1 alfiere del bianco · d1 donna del bianco · e1 re del bianco · f1 alfiere del bianco · g1 cavallo del bianco · h1 torre del bianco | a8 torre del nero · b8 cavallo del nero · c8 alfiere del nero · d8 donna del nero · e8 re del nero · g8 cavallo del nero · h8 torre del nero · a7 pedone del nero · b7 pedone del nero · c7 pedone del nero · e7 alfiere del nero · f7 pedone del nero · g7 pedone del nero · h7 pedone del nero · e6 pedone del nero · d5 pedone del nero · c4 pedone del bianco · d4 pedone del bianco · c3 cavallo del bianco · a2 pedone del bianco · b2 pedone del bianco · e2 pedone del bianco · f2 pedone del bianco · g2 pedone del bianco · h2 pedone del bianco · a1 torre del bianco · c1 alfiere del bianco · d1 donna del bianco · e1 re del bianco · f1 alfiere del bianco · g1 cavallo del bianco · h1 torre del bianco | a8 torre del nero · b8 cavallo del nero · c8 alfiere del nero · d8 donna del nero · e8 re del nero · g8 cavallo del nero · h8 torre del nero · a7 pedone del nero · b7 pedone del nero · c7 pedone del nero · e7 alfiere del nero · f7 pedone del nero · g7 pedone del nero · h7 pedone del nero · e6 pedone del nero · d5 pedone del nero · c4 pedone del bianco · d4 pedone del bianco · c3 cavallo del bianco · a2 pedone del bianco · b2 pedone del bianco · e2 pedone del bianco · f2 pedone del bianco · g2 pedone del bianco · h2 pedone del bianco · a1 torre del bianco · c1 alfiere del bianco · d1 donna del bianco · e1 re del bianco · f1 alfiere del bianco · g1 cavallo del bianco · h1 torre del bianco | a8 torre del nero · b8 cavallo del nero · c8 alfiere del nero · d8 donna del nero · e8 re del nero · g8 cavallo del nero · h8 torre del nero · a7 pedone del nero · b7 pedone del nero · c7 pedone del nero · e7 alfiere del nero · f7 pedone del nero · g7 pedone del nero · h7 pedone del nero · e6 pedone del nero · d5 pedone del nero · c4 pedone del bianco · d4 pedone del bianco · c3 cavallo del bianco · a2 pedone del bianco · b2 pedone del bianco · e2 pedone del bianco · f2 pedone del bianco · g2 pedone del bianco · h2 pedone del bianco · a1 torre del bianco · c1 alfiere del bianco · d1 donna del bianco · e1 re del bianco · f1 alfiere del bianco · g1 cavallo del bianco · h1 torre del bianco | a8 torre del nero · b8 cavallo del nero · c8 alfiere del nero · d8 donna del nero · e8 re del nero · g8 cavallo del nero · h8 torre del nero · a7 pedone del nero · b7 pedone del nero · c7 pedone del nero · e7 alfiere del nero · f7 pedone del nero · g7 pedone del nero · h7 pedone del nero · e6 pedone del nero · d5 pedone del nero · c4 pedone del bianco · d4 pedone del bianco · c3 cavallo del bianco · a2 pedone del bianco · b2 pedone del bianco · e2 pedone del bianco · f2 pedone del bianco · g2 pedone del bianco · h2 pedone del bianco · a1 torre del bianco · c1 alfiere del bianco · d1 donna del bianco · e1 re del bianco · f1 alfiere del bianco · g1 cavallo del bianco · h1 torre del bianco | a8 torre del nero · b8 cavallo del nero · c8 alfiere del nero · d8 donna del nero · e8 re del nero · g8 cavallo del nero · h8 torre del nero · a7 pedone del nero · b7 pedone del nero · c7 pedone del nero · e7 alfiere del nero · f7 pedone del nero · g7 pedone del nero · h7 pedone del nero · e6 pedone del nero · d5 pedone del nero · c4 pedone del bianco · d4 pedone del bianco · c3 cavallo del bianco · a2 pedone del bianco · b2 pedone del bianco · e2 pedone del bianco · f2 pedone del bianco · g2 pedone del bianco · h2 pedone del bianco · a1 torre del bianco · c1 alfiere del bianco · d1 donna del bianco · e1 re del bianco · f1 alfiere del bianco · g1 cavallo del bianco · h1 torre del bianco | a8 torre del nero · b8 cavallo del nero · c8 alfiere del nero · d8 donna del nero · e8 re del nero · g8 cavallo del nero · h8 torre del nero · a7 pedone del nero · b7 pedone del nero · c7 pedone del nero · e7 alfiere del nero · f7 pedone del nero · g7 pedone del nero · h7 pedone del nero · e6 pedone del nero · d5 pedone del nero · c4 pedone del bianco · d4 pedone del bianco · c3 cavallo del bianco · a2 pedone del bianco · b2 pedone del bianco · e2 pedone del bianco · f2 pedone del bianco · g2 pedone del bianco · h2 pedone del bianco · a1 torre del bianco · c1 alfiere del bianco · d1 donna del bianco · e1 re del bianco · f1 alfiere del bianco · g1 cavallo del bianco · h1 torre del bianco | a8 torre del nero · b8 cavallo del nero · c8 alfiere del nero · d8 donna del nero · e8 re del nero · g8 cavallo del nero · h8 torre del nero · a7 pedone del nero · b7 pedone del nero · c7 pedone del nero · e7 alfiere del nero · f7 pedone del nero · g7 pedone del nero · h7 pedone del nero · e6 pedone del nero · d5 pedone del nero · c4 pedone del bianco · d4 pedone del bianco · c3 cavallo del bianco · a2 pedone del bianco · b2 pedone del bianco · e2 pedone del bianco · f2 pedone del bianco · g2 pedone del bianco · h2 pedone del bianco · a1 torre del bianco · c1 alfiere del bianco · d1 donna del bianco · e1 re del bianco · f1 alfiere del bianco · g1 cavallo del bianco · h1 torre del bianco | 5 |
| 4 | a8 torre del nero · b8 cavallo del nero · c8 alfiere del nero · d8 donna del nero · e8 re del nero · g8 cavallo del nero · h8 torre del nero · a7 pedone del nero · b7 pedone del nero · c7 pedone del nero · e7 alfiere del nero · f7 pedone del nero · g7 pedone del nero · h7 pedone del nero · e6 pedone del nero · d5 pedone del nero · c4 pedone del bianco · d4 pedone del bianco · c3 cavallo del bianco · a2 pedone del bianco · b2 pedone del bianco · e2 pedone del bianco · f2 pedone del bianco · g2 pedone del bianco · h2 pedone del bianco · a1 torre del bianco · c1 alfiere del bianco · d1 donna del bianco · e1 re del bianco · f1 alfiere del bianco · g1 cavallo del bianco · h1 torre del bianco | a8 torre del nero · b8 cavallo del nero · c8 alfiere del nero · d8 donna del nero · e8 re del nero · g8 cavallo del nero · h8 torre del nero · a7 pedone del nero · b7 pedone del nero · c7 pedone del nero · e7 alfiere del nero · f7 pedone del nero · g7 pedone del nero · h7 pedone del nero · e6 pedone del nero · d5 pedone del nero · c4 pedone del bianco · d4 pedone del bianco · c3 cavallo del bianco · a2 pedone del bianco · b2 pedone del bianco · e2 pedone del bianco · f2 pedone del bianco · g2 pedone del bianco · h2 pedone del bianco · a1 torre del bianco · c1 alfiere del bianco · d1 donna del bianco · e1 re del bianco · f1 alfiere del bianco · g1 cavallo del bianco · h1 torre del bianco | a8 torre del nero · b8 cavallo del nero · c8 alfiere del nero · d8 donna del nero · e8 re del nero · g8 cavallo del nero · h8 torre del nero · a7 pedone del nero · b7 pedone del nero · c7 pedone del nero · e7 alfiere del nero · f7 pedone del nero · g7 pedone del nero · h7 pedone del nero · e6 pedone del nero · d5 pedone del nero · c4 pedone del bianco · d4 pedone del bianco · c3 cavallo del bianco · a2 pedone del bianco · b2 pedone del bianco · e2 pedone del bianco · f2 pedone del bianco · g2 pedone del bianco · h2 pedone del bianco · a1 torre del bianco · c1 alfiere del bianco · d1 donna del bianco · e1 re del bianco · f1 alfiere del bianco · g1 cavallo del bianco · h1 torre del bianco | a8 torre del nero · b8 cavallo del nero · c8 alfiere del nero · d8 donna del nero · e8 re del nero · g8 cavallo del nero · h8 torre del nero · a7 pedone del nero · b7 pedone del nero · c7 pedone del nero · e7 alfiere del nero · f7 pedone del nero · g7 pedone del nero · h7 pedone del nero · e6 pedone del nero · d5 pedone del nero · c4 pedone del bianco · d4 pedone del bianco · c3 cavallo del bianco · a2 pedone del bianco · b2 pedone del bianco · e2 pedone del bianco · f2 pedone del bianco · g2 pedone del bianco · h2 pedone del bianco · a1 torre del bianco · c1 alfiere del bianco · d1 donna del bianco · e1 re del bianco · f1 alfiere del bianco · g1 cavallo del bianco · h1 torre del bianco | a8 torre del nero · b8 cavallo del nero · c8 alfiere del nero · d8 donna del nero · e8 re del nero · g8 cavallo del nero · h8 torre del nero · a7 pedone del nero · b7 pedone del nero · c7 pedone del nero · e7 alfiere del nero · f7 pedone del nero · g7 pedone del nero · h7 pedone del nero · e6 pedone del nero · d5 pedone del nero · c4 pedone del bianco · d4 pedone del bianco · c3 cavallo del bianco · a2 pedone del bianco · b2 pedone del bianco · e2 pedone del bianco · f2 pedone del bianco · g2 pedone del bianco · h2 pedone del bianco · a1 torre del bianco · c1 alfiere del bianco · d1 donna del bianco · e1 re del bianco · f1 alfiere del bianco · g1 cavallo del bianco · h1 torre del bianco | a8 torre del nero · b8 cavallo del nero · c8 alfiere del nero · d8 donna del nero · e8 re del nero · g8 cavallo del nero · h8 torre del nero · a7 pedone del nero · b7 pedone del nero · c7 pedone del nero · e7 alfiere del nero · f7 pedone del nero · g7 pedone del nero · h7 pedone del nero · e6 pedone del nero · d5 pedone del nero · c4 pedone del bianco · d4 pedone del bianco · c3 cavallo del bianco · a2 pedone del bianco · b2 pedone del bianco · e2 pedone del bianco · f2 pedone del bianco · g2 pedone del bianco · h2 pedone del bianco · a1 torre del bianco · c1 alfiere del bianco · d1 donna del bianco · e1 re del bianco · f1 alfiere del bianco · g1 cavallo del bianco · h1 torre del bianco | a8 torre del nero · b8 cavallo del nero · c8 alfiere del nero · d8 donna del nero · e8 re del nero · g8 cavallo del nero · h8 torre del nero · a7 pedone del nero · b7 pedone del nero · c7 pedone del nero · e7 alfiere del nero · f7 pedone del nero · g7 pedone del nero · h7 pedone del nero · e6 pedone del nero · d5 pedone del nero · c4 pedone del bianco · d4 pedone del bianco · c3 cavallo del bianco · a2 pedone del bianco · b2 pedone del bianco · e2 pedone del bianco · f2 pedone del bianco · g2 pedone del bianco · h2 pedone del bianco · a1 torre del bianco · c1 alfiere del bianco · d1 donna del bianco · e1 re del bianco · f1 alfiere del bianco · g1 cavallo del bianco · h1 torre del bianco | a8 torre del nero · b8 cavallo del nero · c8 alfiere del nero · d8 donna del nero · e8 re del nero · g8 cavallo del nero · h8 torre del nero · a7 pedone del nero · b7 pedone del nero · c7 pedone del nero · e7 alfiere del nero · f7 pedone del nero · g7 pedone del nero · h7 pedone del nero · e6 pedone del nero · d5 pedone del nero · c4 pedone del bianco · d4 pedone del bianco · c3 cavallo del bianco · a2 pedone del bianco · b2 pedone del bianco · e2 pedone del bianco · f2 pedone del bianco · g2 pedone del bianco · h2 pedone del bianco · a1 torre del bianco · c1 alfiere del bianco · d1 donna del bianco · e1 re del bianco · f1 alfiere del bianco · g1 cavallo del bianco · h1 torre del bianco | 4 |
| 3 | a8 torre del nero · b8 cavallo del nero · c8 alfiere del nero · d8 donna del nero · e8 re del nero · g8 cavallo del nero · h8 torre del nero · a7 pedone del nero · b7 pedone del nero · c7 pedone del nero · e7 alfiere del nero · f7 pedone del nero · g7 pedone del nero · h7 pedone del nero · e6 pedone del nero · d5 pedone del nero · c4 pedone del bianco · d4 pedone del bianco · c3 cavallo del bianco · a2 pedone del bianco · b2 pedone del bianco · e2 pedone del bianco · f2 pedone del bianco · g2 pedone del bianco · h2 pedone del bianco · a1 torre del bianco · c1 alfiere del bianco · d1 donna del bianco · e1 re del bianco · f1 alfiere del bianco · g1 cavallo del bianco · h1 torre del bianco | a8 torre del nero · b8 cavallo del nero · c8 alfiere del nero · d8 donna del nero · e8 re del nero · g8 cavallo del nero · h8 torre del nero · a7 pedone del nero · b7 pedone del nero · c7 pedone del nero · e7 alfiere del nero · f7 pedone del nero · g7 pedone del nero · h7 pedone del nero · e6 pedone del nero · d5 pedone del nero · c4 pedone del bianco · d4 pedone del bianco · c3 cavallo del bianco · a2 pedone del bianco · b2 pedone del bianco · e2 pedone del bianco · f2 pedone del bianco · g2 pedone del bianco · h2 pedone del bianco · a1 torre del bianco · c1 alfiere del bianco · d1 donna del bianco · e1 re del bianco · f1 alfiere del bianco · g1 cavallo del bianco · h1 torre del bianco | a8 torre del nero · b8 cavallo del nero · c8 alfiere del nero · d8 donna del nero · e8 re del nero · g8 cavallo del nero · h8 torre del nero · a7 pedone del nero · b7 pedone del nero · c7 pedone del nero · e7 alfiere del nero · f7 pedone del nero · g7 pedone del nero · h7 pedone del nero · e6 pedone del nero · d5 pedone del nero · c4 pedone del bianco · d4 pedone del bianco · c3 cavallo del bianco · a2 pedone del bianco · b2 pedone del bianco · e2 pedone del bianco · f2 pedone del bianco · g2 pedone del bianco · h2 pedone del bianco · a1 torre del bianco · c1 alfiere del bianco · d1 donna del bianco · e1 re del bianco · f1 alfiere del bianco · g1 cavallo del bianco · h1 torre del bianco | a8 torre del nero · b8 cavallo del nero · c8 alfiere del nero · d8 donna del nero · e8 re del nero · g8 cavallo del nero · h8 torre del nero · a7 pedone del nero · b7 pedone del nero · c7 pedone del nero · e7 alfiere del nero · f7 pedone del nero · g7 pedone del nero · h7 pedone del nero · e6 pedone del nero · d5 pedone del nero · c4 pedone del bianco · d4 pedone del bianco · c3 cavallo del bianco · a2 pedone del bianco · b2 pedone del bianco · e2 pedone del bianco · f2 pedone del bianco · g2 pedone del bianco · h2 pedone del bianco · a1 torre del bianco · c1 alfiere del bianco · d1 donna del bianco · e1 re del bianco · f1 alfiere del bianco · g1 cavallo del bianco · h1 torre del bianco | a8 torre del nero · b8 cavallo del nero · c8 alfiere del nero · d8 donna del nero · e8 re del nero · g8 cavallo del nero · h8 torre del nero · a7 pedone del nero · b7 pedone del nero · c7 pedone del nero · e7 alfiere del nero · f7 pedone del nero · g7 pedone del nero · h7 pedone del nero · e6 pedone del nero · d5 pedone del nero · c4 pedone del bianco · d4 pedone del bianco · c3 cavallo del bianco · a2 pedone del bianco · b2 pedone del bianco · e2 pedone del bianco · f2 pedone del bianco · g2 pedone del bianco · h2 pedone del bianco · a1 torre del bianco · c1 alfiere del bianco · d1 donna del bianco · e1 re del bianco · f1 alfiere del bianco · g1 cavallo del bianco · h1 torre del bianco | a8 torre del nero · b8 cavallo del nero · c8 alfiere del nero · d8 donna del nero · e8 re del nero · g8 cavallo del nero · h8 torre del nero · a7 pedone del nero · b7 pedone del nero · c7 pedone del nero · e7 alfiere del nero · f7 pedone del nero · g7 pedone del nero · h7 pedone del nero · e6 pedone del nero · d5 pedone del nero · c4 pedone del bianco · d4 pedone del bianco · c3 cavallo del bianco · a2 pedone del bianco · b2 pedone del bianco · e2 pedone del bianco · f2 pedone del bianco · g2 pedone del bianco · h2 pedone del bianco · a1 torre del bianco · c1 alfiere del bianco · d1 donna del bianco · e1 re del bianco · f1 alfiere del bianco · g1 cavallo del bianco · h1 torre del bianco | a8 torre del nero · b8 cavallo del nero · c8 alfiere del nero · d8 donna del nero · e8 re del nero · g8 cavallo del nero · h8 torre del nero · a7 pedone del nero · b7 pedone del nero · c7 pedone del nero · e7 alfiere del nero · f7 pedone del nero · g7 pedone del nero · h7 pedone del nero · e6 pedone del nero · d5 pedone del nero · c4 pedone del bianco · d4 pedone del bianco · c3 cavallo del bianco · a2 pedone del bianco · b2 pedone del bianco · e2 pedone del bianco · f2 pedone del bianco · g2 pedone del bianco · h2 pedone del bianco · a1 torre del bianco · c1 alfiere del bianco · d1 donna del bianco · e1 re del bianco · f1 alfiere del bianco · g1 cavallo del bianco · h1 torre del bianco | a8 torre del nero · b8 cavallo del nero · c8 alfiere del nero · d8 donna del nero · e8 re del nero · g8 cavallo del nero · h8 torre del nero · a7 pedone del nero · b7 pedone del nero · c7 pedone del nero · e7 alfiere del nero · f7 pedone del nero · g7 pedone del nero · h7 pedone del nero · e6 pedone del nero · d5 pedone del nero · c4 pedone del bianco · d4 pedone del bianco · c3 cavallo del bianco · a2 pedone del bianco · b2 pedone del bianco · e2 pedone del bianco · f2 pedone del bianco · g2 pedone del bianco · h2 pedone del bianco · a1 torre del bianco · c1 alfiere del bianco · d1 donna del bianco · e1 re del bianco · f1 alfiere del bianco · g1 cavallo del bianco · h1 torre del bianco | 3 |
| 2 | a8 torre del nero · b8 cavallo del nero · c8 alfiere del nero · d8 donna del nero · e8 re del nero · g8 cavallo del nero · h8 torre del nero · a7 pedone del nero · b7 pedone del nero · c7 pedone del nero · e7 alfiere del nero · f7 pedone del nero · g7 pedone del nero · h7 pedone del nero · e6 pedone del nero · d5 pedone del nero · c4 pedone del bianco · d4 pedone del bianco · c3 cavallo del bianco · a2 pedone del bianco · b2 pedone del bianco · e2 pedone del bianco · f2 pedone del bianco · g2 pedone del bianco · h2 pedone del bianco · a1 torre del bianco · c1 alfiere del bianco · d1 donna del bianco · e1 re del bianco · f1 alfiere del bianco · g1 cavallo del bianco · h1 torre del bianco | a8 torre del nero · b8 cavallo del nero · c8 alfiere del nero · d8 donna del nero · e8 re del nero · g8 cavallo del nero · h8 torre del nero · a7 pedone del nero · b7 pedone del nero · c7 pedone del nero · e7 alfiere del nero · f7 pedone del nero · g7 pedone del nero · h7 pedone del nero · e6 pedone del nero · d5 pedone del nero · c4 pedone del bianco · d4 pedone del bianco · c3 cavallo del bianco · a2 pedone del bianco · b2 pedone del bianco · e2 pedone del bianco · f2 pedone del bianco · g2 pedone del bianco · h2 pedone del bianco · a1 torre del bianco · c1 alfiere del bianco · d1 donna del bianco · e1 re del bianco · f1 alfiere del bianco · g1 cavallo del bianco · h1 torre del bianco | a8 torre del nero · b8 cavallo del nero · c8 alfiere del nero · d8 donna del nero · e8 re del nero · g8 cavallo del nero · h8 torre del nero · a7 pedone del nero · b7 pedone del nero · c7 pedone del nero · e7 alfiere del nero · f7 pedone del nero · g7 pedone del nero · h7 pedone del nero · e6 pedone del nero · d5 pedone del nero · c4 pedone del bianco · d4 pedone del bianco · c3 cavallo del bianco · a2 pedone del bianco · b2 pedone del bianco · e2 pedone del bianco · f2 pedone del bianco · g2 pedone del bianco · h2 pedone del bianco · a1 torre del bianco · c1 alfiere del bianco · d1 donna del bianco · e1 re del bianco · f1 alfiere del bianco · g1 cavallo del bianco · h1 torre del bianco | a8 torre del nero · b8 cavallo del nero · c8 alfiere del nero · d8 donna del nero · e8 re del nero · g8 cavallo del nero · h8 torre del nero · a7 pedone del nero · b7 pedone del nero · c7 pedone del nero · e7 alfiere del nero · f7 pedone del nero · g7 pedone del nero · h7 pedone del nero · e6 pedone del nero · d5 pedone del nero · c4 pedone del bianco · d4 pedone del bianco · c3 cavallo del bianco · a2 pedone del bianco · b2 pedone del bianco · e2 pedone del bianco · f2 pedone del bianco · g2 pedone del bianco · h2 pedone del bianco · a1 torre del bianco · c1 alfiere del bianco · d1 donna del bianco · e1 re del bianco · f1 alfiere del bianco · g1 cavallo del bianco · h1 torre del bianco | a8 torre del nero · b8 cavallo del nero · c8 alfiere del nero · d8 donna del nero · e8 re del nero · g8 cavallo del nero · h8 torre del nero · a7 pedone del nero · b7 pedone del nero · c7 pedone del nero · e7 alfiere del nero · f7 pedone del nero · g7 pedone del nero · h7 pedone del nero · e6 pedone del nero · d5 pedone del nero · c4 pedone del bianco · d4 pedone del bianco · c3 cavallo del bianco · a2 pedone del bianco · b2 pedone del bianco · e2 pedone del bianco · f2 pedone del bianco · g2 pedone del bianco · h2 pedone del bianco · a1 torre del bianco · c1 alfiere del bianco · d1 donna del bianco · e1 re del bianco · f1 alfiere del bianco · g1 cavallo del bianco · h1 torre del bianco | a8 torre del nero · b8 cavallo del nero · c8 alfiere del nero · d8 donna del nero · e8 re del nero · g8 cavallo del nero · h8 torre del nero · a7 pedone del nero · b7 pedone del nero · c7 pedone del nero · e7 alfiere del nero · f7 pedone del nero · g7 pedone del nero · h7 pedone del nero · e6 pedone del nero · d5 pedone del nero · c4 pedone del bianco · d4 pedone del bianco · c3 cavallo del bianco · a2 pedone del bianco · b2 pedone del bianco · e2 pedone del bianco · f2 pedone del bianco · g2 pedone del bianco · h2 pedone del bianco · a1 torre del bianco · c1 alfiere del bianco · d1 donna del bianco · e1 re del bianco · f1 alfiere del bianco · g1 cavallo del bianco · h1 torre del bianco | a8 torre del nero · b8 cavallo del nero · c8 alfiere del nero · d8 donna del nero · e8 re del nero · g8 cavallo del nero · h8 torre del nero · a7 pedone del nero · b7 pedone del nero · c7 pedone del nero · e7 alfiere del nero · f7 pedone del nero · g7 pedone del nero · h7 pedone del nero · e6 pedone del nero · d5 pedone del nero · c4 pedone del bianco · d4 pedone del bianco · c3 cavallo del bianco · a2 pedone del bianco · b2 pedone del bianco · e2 pedone del bianco · f2 pedone del bianco · g2 pedone del bianco · h2 pedone del bianco · a1 torre del bianco · c1 alfiere del bianco · d1 donna del bianco · e1 re del bianco · f1 alfiere del bianco · g1 cavallo del bianco · h1 torre del bianco | a8 torre del nero · b8 cavallo del nero · c8 alfiere del nero · d8 donna del nero · e8 re del nero · g8 cavallo del nero · h8 torre del nero · a7 pedone del nero · b7 pedone del nero · c7 pedone del nero · e7 alfiere del nero · f7 pedone del nero · g7 pedone del nero · h7 pedone del nero · e6 pedone del nero · d5 pedone del nero · c4 pedone del bianco · d4 pedone del bianco · c3 cavallo del bianco · a2 pedone del bianco · b2 pedone del bianco · e2 pedone del bianco · f2 pedone del bianco · g2 pedone del bianco · h2 pedone del bianco · a1 torre del bianco · c1 alfiere del bianco · d1 donna del bianco · e1 re del bianco · f1 alfiere del bianco · g1 cavallo del bianco · h1 torre del bianco | 2 |
| 1 | a8 torre del nero · b8 cavallo del nero · c8 alfiere del nero · d8 donna del nero · e8 re del nero · g8 cavallo del nero · h8 torre del nero · a7 pedone del nero · b7 pedone del nero · c7 pedone del nero · e7 alfiere del nero · f7 pedone del nero · g7 pedone del nero · h7 pedone del nero · e6 pedone del nero · d5 pedone del nero · c4 pedone del bianco · d4 pedone del bianco · c3 cavallo del bianco · a2 pedone del bianco · b2 pedone del bianco · e2 pedone del bianco · f2 pedone del bianco · g2 pedone del bianco · h2 pedone del bianco · a1 torre del bianco · c1 alfiere del bianco · d1 donna del bianco · e1 re del bianco · f1 alfiere del bianco · g1 cavallo del bianco · h1 torre del bianco | a8 torre del nero · b8 cavallo del nero · c8 alfiere del nero · d8 donna del nero · e8 re del nero · g8 cavallo del nero · h8 torre del nero · a7 pedone del nero · b7 pedone del nero · c7 pedone del nero · e7 alfiere del nero · f7 pedone del nero · g7 pedone del nero · h7 pedone del nero · e6 pedone del nero · d5 pedone del nero · c4 pedone del bianco · d4 pedone del bianco · c3 cavallo del bianco · a2 pedone del bianco · b2 pedone del bianco · e2 pedone del bianco · f2 pedone del bianco · g2 pedone del bianco · h2 pedone del bianco · a1 torre del bianco · c1 alfiere del bianco · d1 donna del bianco · e1 re del bianco · f1 alfiere del bianco · g1 cavallo del bianco · h1 torre del bianco | a8 torre del nero · b8 cavallo del nero · c8 alfiere del nero · d8 donna del nero · e8 re del nero · g8 cavallo del nero · h8 torre del nero · a7 pedone del nero · b7 pedone del nero · c7 pedone del nero · e7 alfiere del nero · f7 pedone del nero · g7 pedone del nero · h7 pedone del nero · e6 pedone del nero · d5 pedone del nero · c4 pedone del bianco · d4 pedone del bianco · c3 cavallo del bianco · a2 pedone del bianco · b2 pedone del bianco · e2 pedone del bianco · f2 pedone del bianco · g2 pedone del bianco · h2 pedone del bianco · a1 torre del bianco · c1 alfiere del bianco · d1 donna del bianco · e1 re del bianco · f1 alfiere del bianco · g1 cavallo del bianco · h1 torre del bianco | a8 torre del nero · b8 cavallo del nero · c8 alfiere del nero · d8 donna del nero · e8 re del nero · g8 cavallo del nero · h8 torre del nero · a7 pedone del nero · b7 pedone del nero · c7 pedone del nero · e7 alfiere del nero · f7 pedone del nero · g7 pedone del nero · h7 pedone del nero · e6 pedone del nero · d5 pedone del nero · c4 pedone del bianco · d4 pedone del bianco · c3 cavallo del bianco · a2 pedone del bianco · b2 pedone del bianco · e2 pedone del bianco · f2 pedone del bianco · g2 pedone del bianco · h2 pedone del bianco · a1 torre del bianco · c1 alfiere del bianco · d1 donna del bianco · e1 re del bianco · f1 alfiere del bianco · g1 cavallo del bianco · h1 torre del bianco | a8 torre del nero · b8 cavallo del nero · c8 alfiere del nero · d8 donna del nero · e8 re del nero · g8 cavallo del nero · h8 torre del nero · a7 pedone del nero · b7 pedone del nero · c7 pedone del nero · e7 alfiere del nero · f7 pedone del nero · g7 pedone del nero · h7 pedone del nero · e6 pedone del nero · d5 pedone del nero · c4 pedone del bianco · d4 pedone del bianco · c3 cavallo del bianco · a2 pedone del bianco · b2 pedone del bianco · e2 pedone del bianco · f2 pedone del bianco · g2 pedone del bianco · h2 pedone del bianco · a1 torre del bianco · c1 alfiere del bianco · d1 donna del bianco · e1 re del bianco · f1 alfiere del bianco · g1 cavallo del bianco · h1 torre del bianco | a8 torre del nero · b8 cavallo del nero · c8 alfiere del nero · d8 donna del nero · e8 re del nero · g8 cavallo del nero · h8 torre del nero · a7 pedone del nero · b7 pedone del nero · c7 pedone del nero · e7 alfiere del nero · f7 pedone del nero · g7 pedone del nero · h7 pedone del nero · e6 pedone del nero · d5 pedone del nero · c4 pedone del bianco · d4 pedone del bianco · c3 cavallo del bianco · a2 pedone del bianco · b2 pedone del bianco · e2 pedone del bianco · f2 pedone del bianco · g2 pedone del bianco · h2 pedone del bianco · a1 torre del bianco · c1 alfiere del bianco · d1 donna del bianco · e1 re del bianco · f1 alfiere del bianco · g1 cavallo del bianco · h1 torre del bianco | a8 torre del nero · b8 cavallo del nero · c8 alfiere del nero · d8 donna del nero · e8 re del nero · g8 cavallo del nero · h8 torre del nero · a7 pedone del nero · b7 pedone del nero · c7 pedone del nero · e7 alfiere del nero · f7 pedone del nero · g7 pedone del nero · h7 pedone del nero · e6 pedone del nero · d5 pedone del nero · c4 pedone del bianco · d4 pedone del bianco · c3 cavallo del bianco · a2 pedone del bianco · b2 pedone del bianco · e2 pedone del bianco · f2 pedone del bianco · g2 pedone del bianco · h2 pedone del bianco · a1 torre del bianco · c1 alfiere del bianco · d1 donna del bianco · e1 re del bianco · f1 alfiere del bianco · g1 cavallo del bianco · h1 torre del bianco | a8 torre del nero · b8 cavallo del nero · c8 alfiere del nero · d8 donna del nero · e8 re del nero · g8 cavallo del nero · h8 torre del nero · a7 pedone del nero · b7 pedone del nero · c7 pedone del nero · e7 alfiere del nero · f7 pedone del nero · g7 pedone del nero · h7 pedone del nero · e6 pedone del nero · d5 pedone del nero · c4 pedone del bianco · d4 pedone del bianco · c3 cavallo del bianco · a2 pedone del bianco · b2 pedone del bianco · e2 pedone del bianco · f2 pedone del bianco · g2 pedone del bianco · h2 pedone del bianco · a1 torre del bianco · c1 alfiere del bianco · d1 donna del bianco · e1 re del bianco · f1 alfiere del bianco · g1 cavallo del bianco · h1 torre del bianco | 1 |
|   | a | b | c | d | e | f | g | h |   |

Dopo la seconda guerra mondiale diradò molto l'attività agonistica, occupandosi prevalentemente di organizzazione. Nel 1948 fu il secondo di Vasilij Smyslov nel match-torneo di campionato del mondo (vinto da Botvinnik).  Nel 1950  ottenne il titolo di Maestro Internazionale. Fu presidente della Federazione Scacchistica Sovietica dal 1954 al 1961. Fu redattore della rubrica scacchistica del giornale moscovita "Večernaja Moskva" dal 1943 al 1974.
Nel 1960 pubblicò il libro Modern Chess Theory.
Nel 1983 la FIDE gli attribuì il titolo di Grande maestro "Honoris Causa" per i suoi risultati nel periodo 1930-1945.
Gli sono attribuite alcune varianti di apertura:
- variante Alatortsev del gambetto di donna rifiutato:  1.d4 d5 2. c4 e6 3. Cc3 Ae7 
la mossa  3. ...Ae7 , anziché la più usuale 3. ...Cf6, ha il vantaggio di evitare la var. di cambio, in quanto dopo 4. cxd5 exd5 non è possibile giocare 5. Ag5; si rientra però spesso nella variante principale per posposizione di mosse.
- variante Alatortsev del gambetto di donna accettato:   1.d4 d5 2.c4 dxc4 3.Cf3 a6 4.e3 Ag4 5.Axc4 e6 6.d5
- variante Alatortsev della partita dei quattro cavalli:  1.e4 e5 2.Cf3 Cc6 3.Cc3 Cf6 4.Ab5 Ab4 5.0-0 0-0 6.d3 De7 7.Ce2 d5

Di professione era un ingegnere idraulico. Una sua foto è visibile Qui